# Dörrvakt i Sverige
En dörrvakt är en person som övervakar entrén vid till exempel nattklubbar, restauranger eller konserter.
En ordningsvakt lyder formellt under polisen och ansvarar för att ordning och nykterhet råder på krogen (sjukhuset, köpcentrumet, affären, tunnelbanan etc.) Ordningsvakten ska var iklädd en blågrå uniform med emblem på armarna samt vänster bröst som tydligt visar att de är ordningsvakter, men fram till 1 december 2012 fick de vara klädda i kostym eller civila kläder. Man ser att personen är ordningsvakt för att denne bär en bricka på vänster bröst, en s.k. funktionsbeteckning. Personer som jobbar som dörrvakter får dock använda sig av kläder eller märken som det till exempel står Security, Vakt, Entrévärd på.
En ordningsvakt får numera begära legitimation, men inte visitera någon vid insläppet eller ingå civilrättsliga avtal med allmänheten, då han är myndighetsutövare. Ordningsvakten får däremot beslagta sprit/öl/vin, omhänderta berusade personer som är farliga för sig själva eller andra. Avvisa, avlägsna eller omhänderta den som stör den allmänna ordningen eller för att förhindra brottsliga handlingar. Ordningsvakten får skyddsvisitera den som är omhändertagen eller gripen, samt de som ska avlägsnas. Ordningsvakten använder sig av polislagen vid våldsanvändning, utom då han själv utsätts för våld eller hot, då nödvärnsrätten tar över våldsanvändningen. .
En dörrvakt lyder inte under polisen och är ofta anställd av krögaren. Många entrévärdar är dock anställda av auktoriserade bevakningsföretag som måste få sin personal godkänd av länsstyrelsen och/eller Polismyndigheten (tidigare rikspolisstyrelsen). Detta innebär att om en entrévärd är anställd av ett bevakningsföretag får de inte arbeta om de inte godkänns. En entrévärd begär legitimation och ingår civilsrättsliga avtal med allmänheten, till exempel "vill du komma in här, måste du visa att du är över 18 år". En dörrvakt/entrévärd äger inga befogenheter, utan har samma rättigheter och befogenheter som envar. Entrévärden får inte använda våld för att avvisa någon, utan måste tillkalla ordningsvakter eller polisen. En entrévärd har dock, precis som envar, rätt att nyttja våld i en rad olika situationer. Det rör sig bland annat om försvarligt våld då entrévärden på bar gärning griper något som har begått ett brott med fängelse i straffskalan samt ej uppenbart oförsvarligt våld för att avvärja pågående eller överhängande brottsligt angrepp mot person eller egendom enligt nödvärnslagstiftningen. En entrévärd har inte någon rättighet att avlägsna någon person.
Emblem som entrévärd och "security" är vanliga bland dörrvakter, men ger inga befogenheter utöver var mans rätt.

## Kriminalitet bland dörrvakter
Flera av de entrévärdar som arbetade i Stockholms innerstad 2007 hade grov kriminell bakgrund.